# 広瀬久也
廣瀬 久也（ひろせ ひさや、[1932年 -2021年］）は、日本の広告学者。

## 来歴
1955年同志社大学法学部政治学科卒。神戸芸術工科大学教授、日本広告学会常任理事、財団法人日本民芸文化普及協会理事を務めた。

## 著書
- 『地図にない町の歴史 わが愛する釜ケ崎』日本基督教団出版局、1974年。全国書誌番号:71001568、NCID BN13887025。
- 『パブリシティ その理論と実際』創元社、1981年12月。ISBN 4422310062
- 『企業広報のゆくえ 変貌するPR戦略』創元社、1985年9月。ISBN 4422310089
- 『商売繁昌の神々 願いは強いほどかなうご利益ご利益』東洋経済新報社、1993年11月。ISBN 4492552197
- 『信仰と商い 商業を支える倫理』朱鷺書房、1999年1月。ISBN 4886029191
- 『人形浄瑠璃の歴史』戎光祥出版、2001年7月。ISBN 4900901180

## 参考
- 人形浄瑠璃の歴史 - 紀伊國屋書店BookWeb